# Belbèze-en-Comminges
Belbèze-en-Comminges település Franciaországban, Haute-Garonne megyében. Lakosainak száma 109 fő (2022. január 1.). Belbèze-en-Comminges Cérizols, Ausseing, Cassagne, Roquefort-sur-Garonne és Escoulis községekkel határos.

## Népesség
A település népességének változása:
| Lakosok száma | 109  | 107  | 117  | 113  | 115  | 114  | 114  | 113  | 109  |
|               | 2013 | 2015 | 2016 | 2017 | 2018 | 2019 | 2020 | 2021 | 2022 |